# Renault Clio II
La Renault Clio II est une citadine produite par le constructeur automobile français Renault du 11 mars 1998 au 2 décembre 2012, et jusqu'au 25 octobre 2016 pour la Clio Mio. Il s'agit de la deuxième génération de Clio, elle connait un grand succès sur le marché français en étant la voiture la plus vendue en 1998, 1999, 2000, 2002 et 2003, disputant la première place à sa principale rivale qu'est la Peugeot 206.
Il s'agit de l'une des premières voitures à offrir en série sur tous les modèles la direction assistée, le double airbag et les vitres teintées, ainsi que l'ABS à partir de février 1999. Techniquement, elle reprend le train arrière amélioré de la Clio I lui-même dérivé des Renault 9 et Renault 11. Le train arrière est entièrement nouveau, de type « essieu souple en H ». Une version tricorps sort en 1999, sous le nom de Renault Clio Symbol et destinée à certains marchés.
Au niveau des motorisations, les moteurs sont globalement peu gourmands en carburant. Les moteurs 1.9 D (atmosphérique) se révèlent très endurants mais les 65 chevaux sont parfois à la peine. En revanche, le 1.9 dTi (turbo) est plus performant avec ses 80 chevaux. Aucun souci majeur ne sera relevé sur ce dernier, si ce n'est un encrassement rapide de la vanne EGR ou la casse du capteur PMH. Ces deux moteurs sont notamment réputés comme étant les derniers diesel « increvables » chez Renault, avant que la marque n'introduise les dCi (à injection par rampe commune). La Clio II connaît en novembre 2000 le lancement d'une version sportive à moteur central, la Clio V6.
La Clio II est produite jusqu'au 25 octobre 2016 pour certains marchés de l'Amérique du Sud (Mercosur) sous le nom de Clio Mio, avec un dernier restylage qui mélange les styles : Clio Campus et Clio IV pour l'extérieur, et Clio II phase 1 restylée pour l'intérieur. Elle est également exportée en Algérie depuis le Mercosur sous le nom de Clio Campus avec la même face arrière que la Campus européenne, mais avec la face avant de la version Mercosur et un unique moteur essence 1.2 16V.

## Historique

### Contexte
Au milieu des années 1990, Renault se trouve dans la nécessité de remplacer la Clio I, qui n'est plus en tête du marché. En 1997, Volkswagen lance la Golf IV à un prix inférieur à la Golf III et établit ainsi un nouveau standard sur le marché automobile européen. Renault se retrouve donc contraint de réagir en proposant une voiture plus abordable pour rester compétitif sur le marché.

### Conception et développement

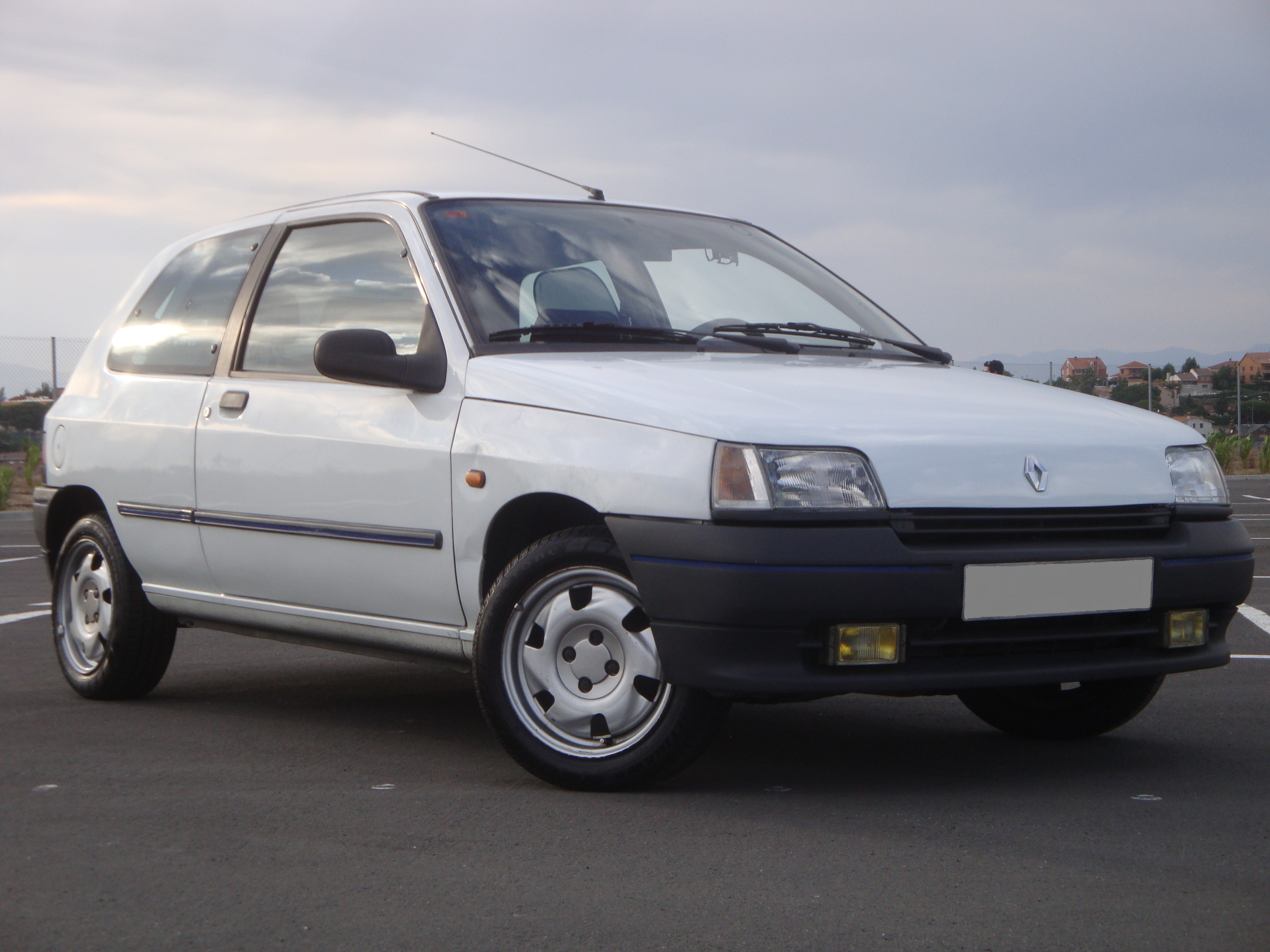
La Renault Clio I, prédécesseure de la Clio II.

Le développement de la successeure de la Clio I est donc lancé, sous le nom de projet X65. L'ingénieur Pierre Beuzit est nommé chef du projet, et négocie un investissement total de 7,5 milliards de francs, soit 1 milliard de plus que pour la Clio I. Le développement seul de la voiture s'élève à 3,3 milliards de francs et s'étale sur une période de près de 40 mois, au cours de laquelle Renault procède à la location d'un grand immeuble de six étages avec 12 000 m2 de bureaux, à Saint-Quentin-en-Yvelines.

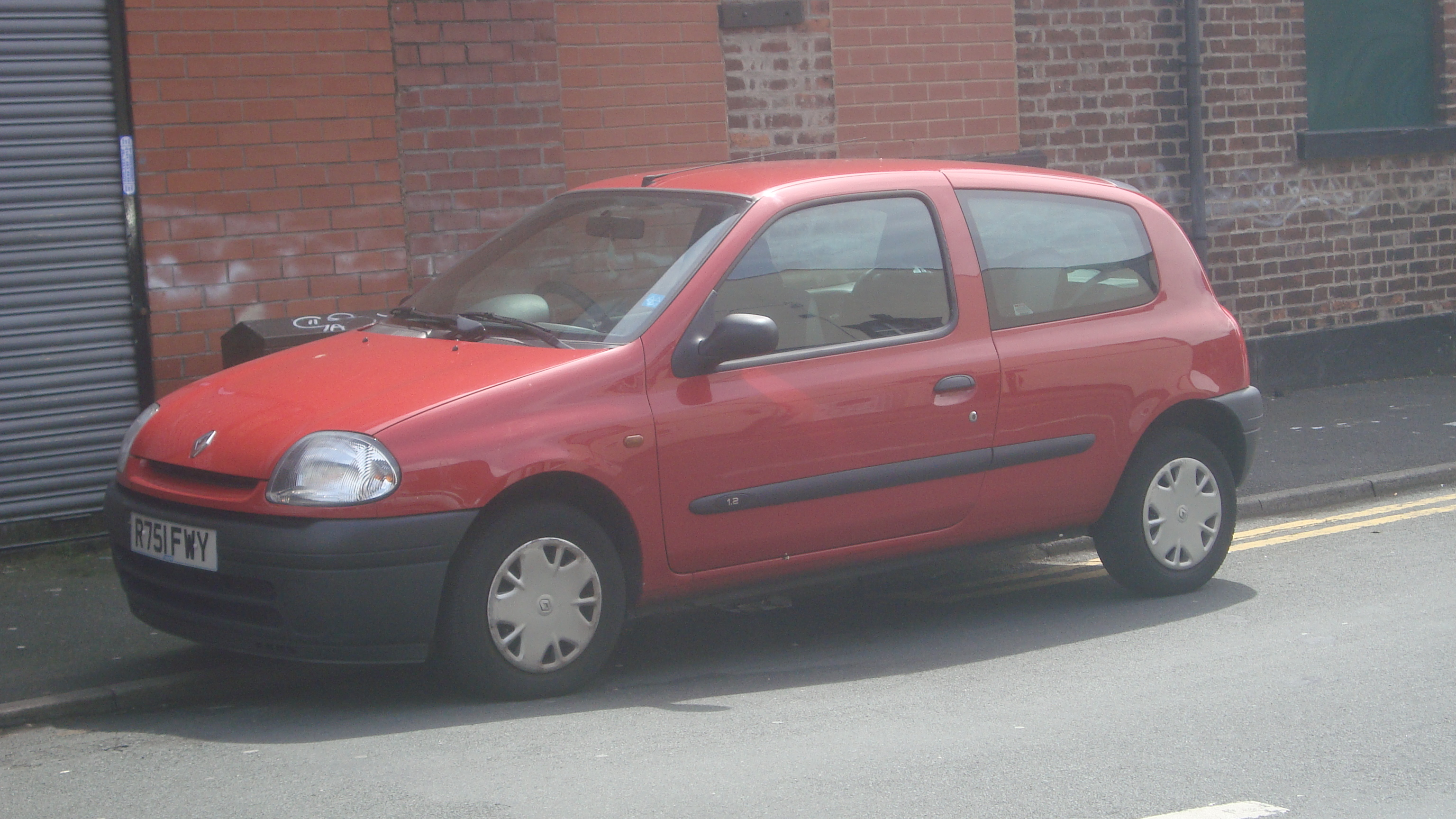
La Renault Clio II

La nouvelle Clio II ne reprend que peu d'éléments mécanique de son aînée, mais retrouve une silhouette similaire et se positionne sur le même segment de la gamme. Elle garde donc le nom de Clio, à la demande du président du groupe Renault de l'époque Louis Schweitzer, qui choisit de capitaliser sur l'image de marque de la Clio, voiture la plus vendue en Europe pendant six ans. Pour faire des économies de temps et d'argent, le constructeur maximise la conception et la production en sous-traitance afin de réduire le temps de montage et augmenter la qualité de la voiture, quitte à payer plus cher les fournisseurs, et poursuit cette approche économique en simplifiant et minimisant le nombre de pièces.
Dans l'usine Renault de Flins, la production de la Clio I est stoppée avant la fin de l'année 1997 afin de profiter de la période des vacances de Noël pour finaliser la modernisation des lignes d'assemblage, permettant ainsi de lancer simultanément toute la production de la Clio II.

### Présentation, lancement et améliorations

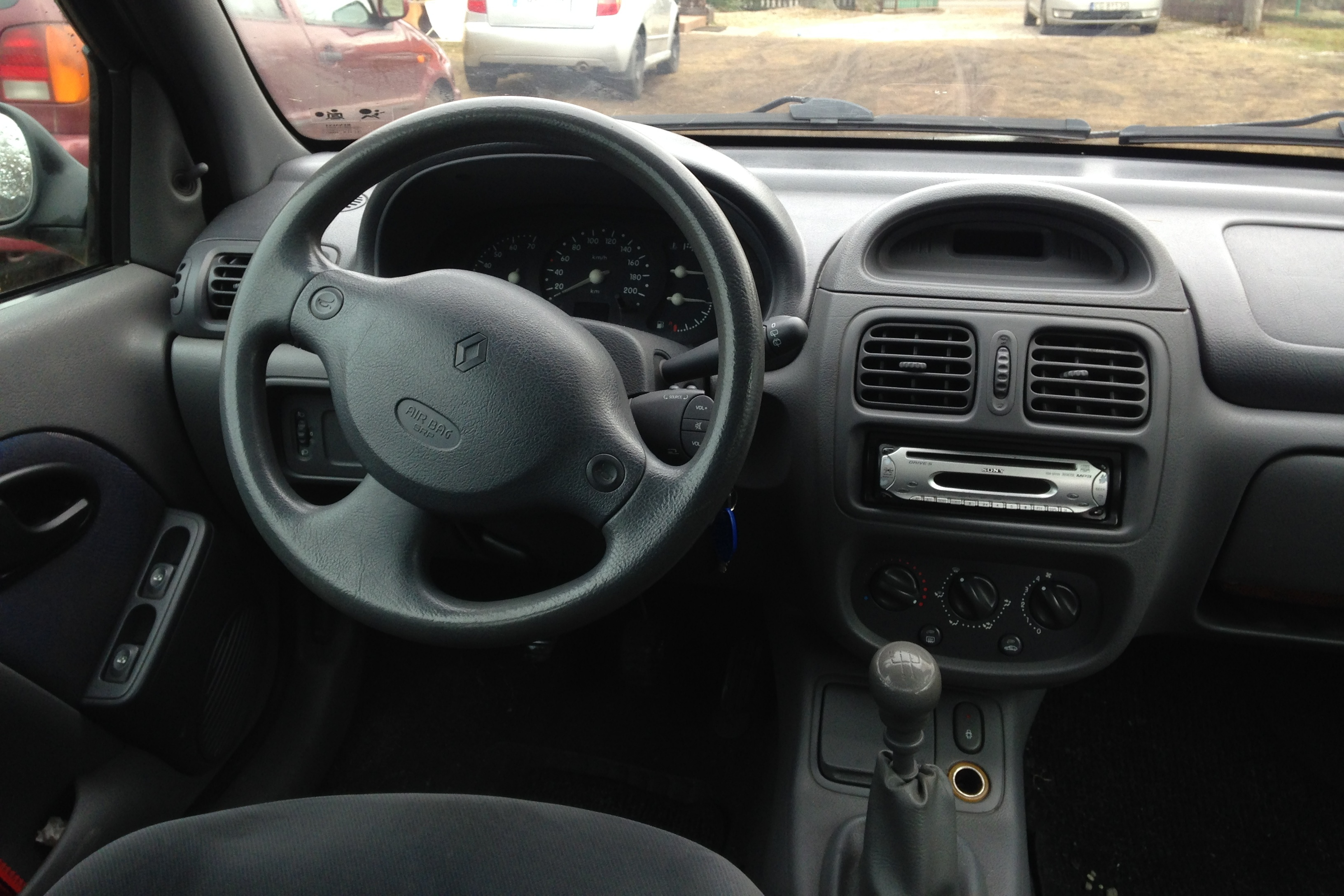
Intérieur de la Clio II phase 1.

La Clio II est officiellement lancée le 11 mars 1998. Les prix s'échelonnent de 11 300 à 16 000 € hors options. 
En janvier 2000 est lancée la commercialisation de la Clio RS (pour « Renault Sport ») avec le « moteur F » 2.0L de type F4R, plus communément appelée Clio RS1. 
En novembre 2000 est lancée la Renault Clio V6.

En janvier 2001 apparait la Clio RS Limited, version plus luxueuse.

Renault Clio II RS phase 1
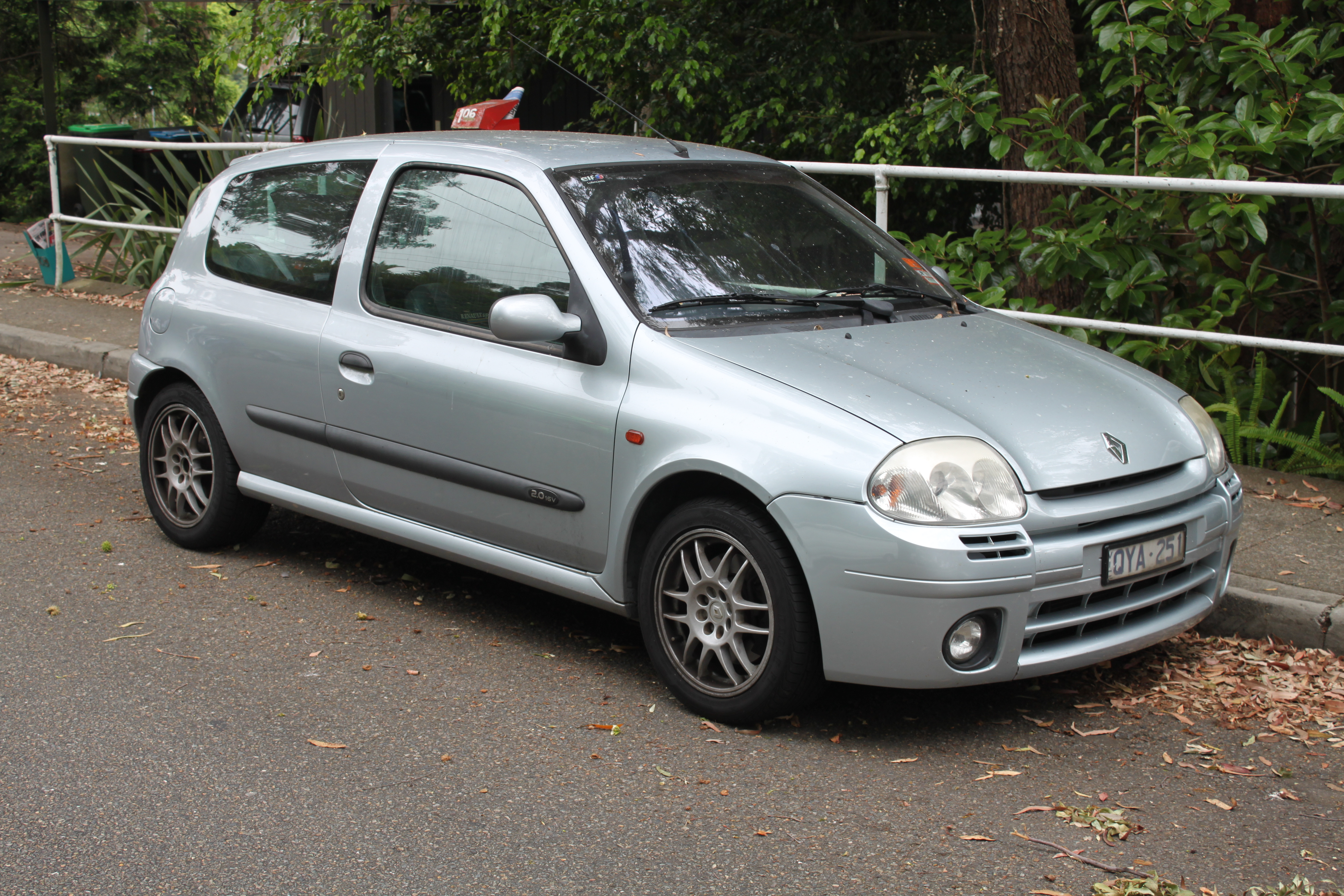
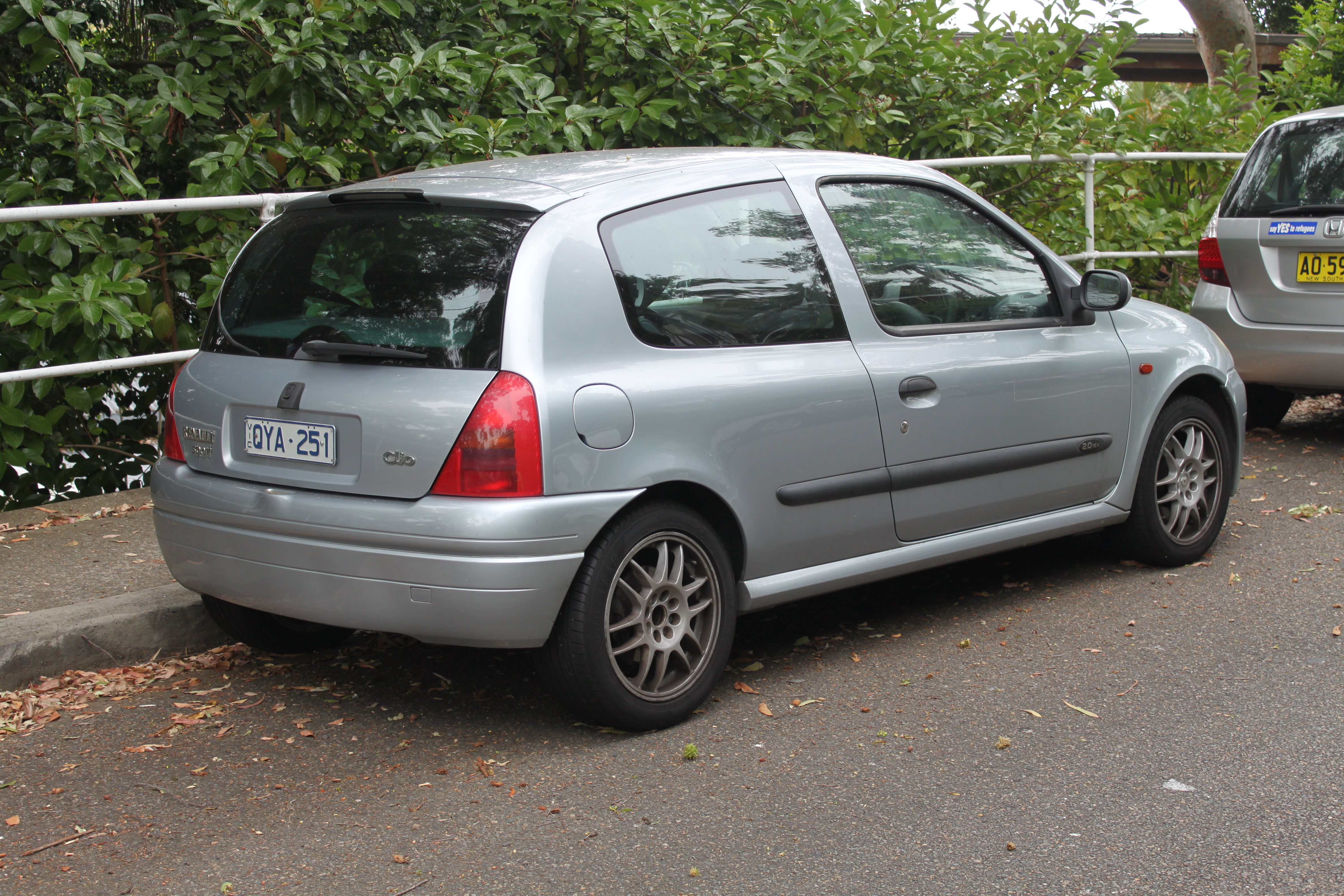

#### Phase 2

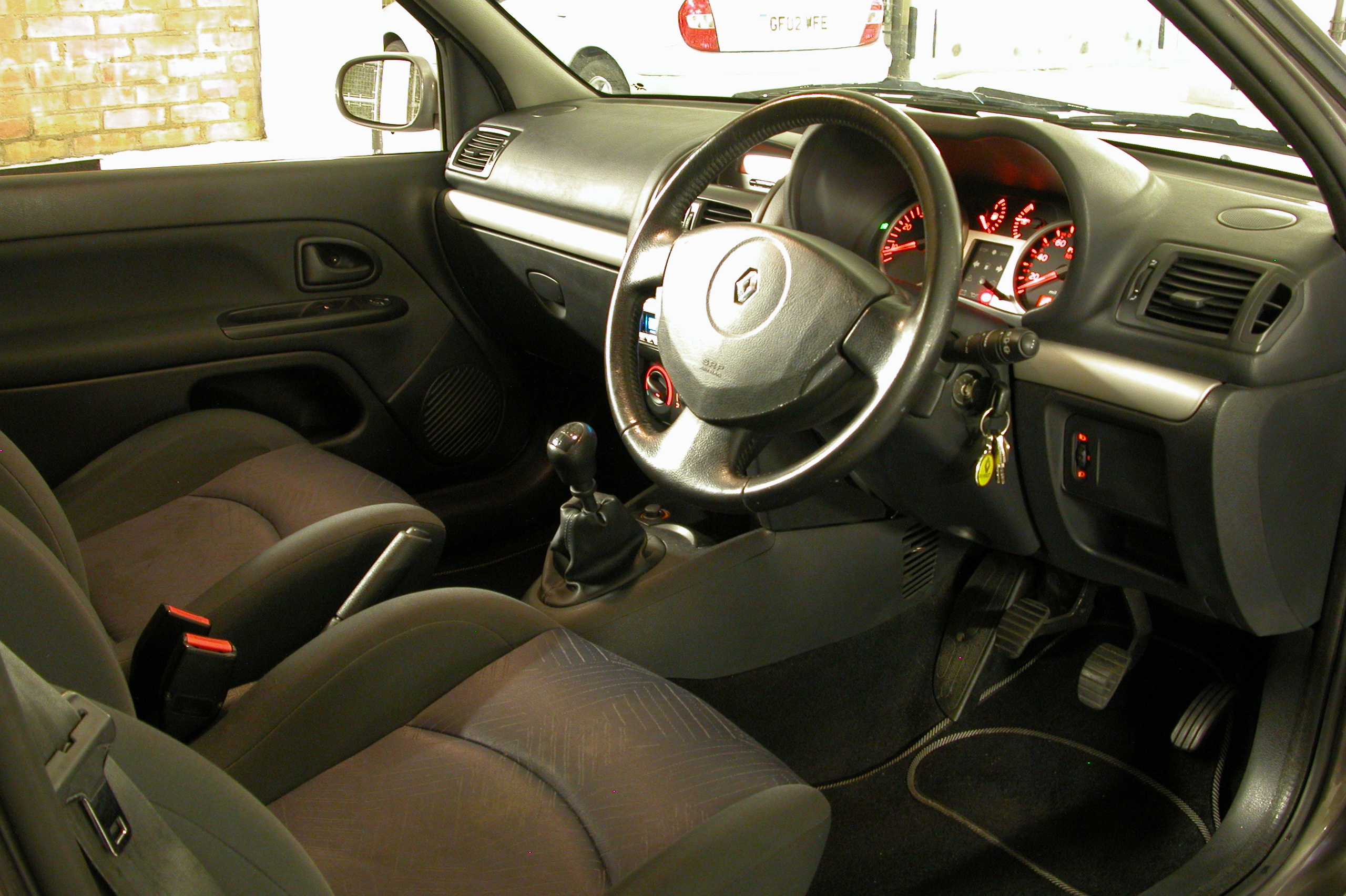
Intérieur de la Clio II phase 2.

Avec le restylage intervenu le 8 juin 2001, la Clio II se présente avec une apparence plus affirmée et plus proche du style de la gamme Renault. À l'extérieur, les modifications les plus notables se concentrent visuellement sur la face avant : les phares striés du modèle original équipés de glaces en verre sont remplacés par des phares transparents lisses à glace en plastiques équipés d'ampoules réflecteurs, leurs formes auparavant arrondie devient triangulaire. La calandre à deux grilles qui englobe de part et d'autre le losange du logo de Renault. À l'arrière, les feux sont également remaniés, les glaces des feux arrière auparavant opaques deviennent transparentes, avec un cerclage blanc pour les feux de recul, et la partie plastique du bouclier est raccourcie pour remonter jusqu'aux phares. De plus, on peut noter que l'antenne radio passe de l'avant du pavillon à l'arrière.

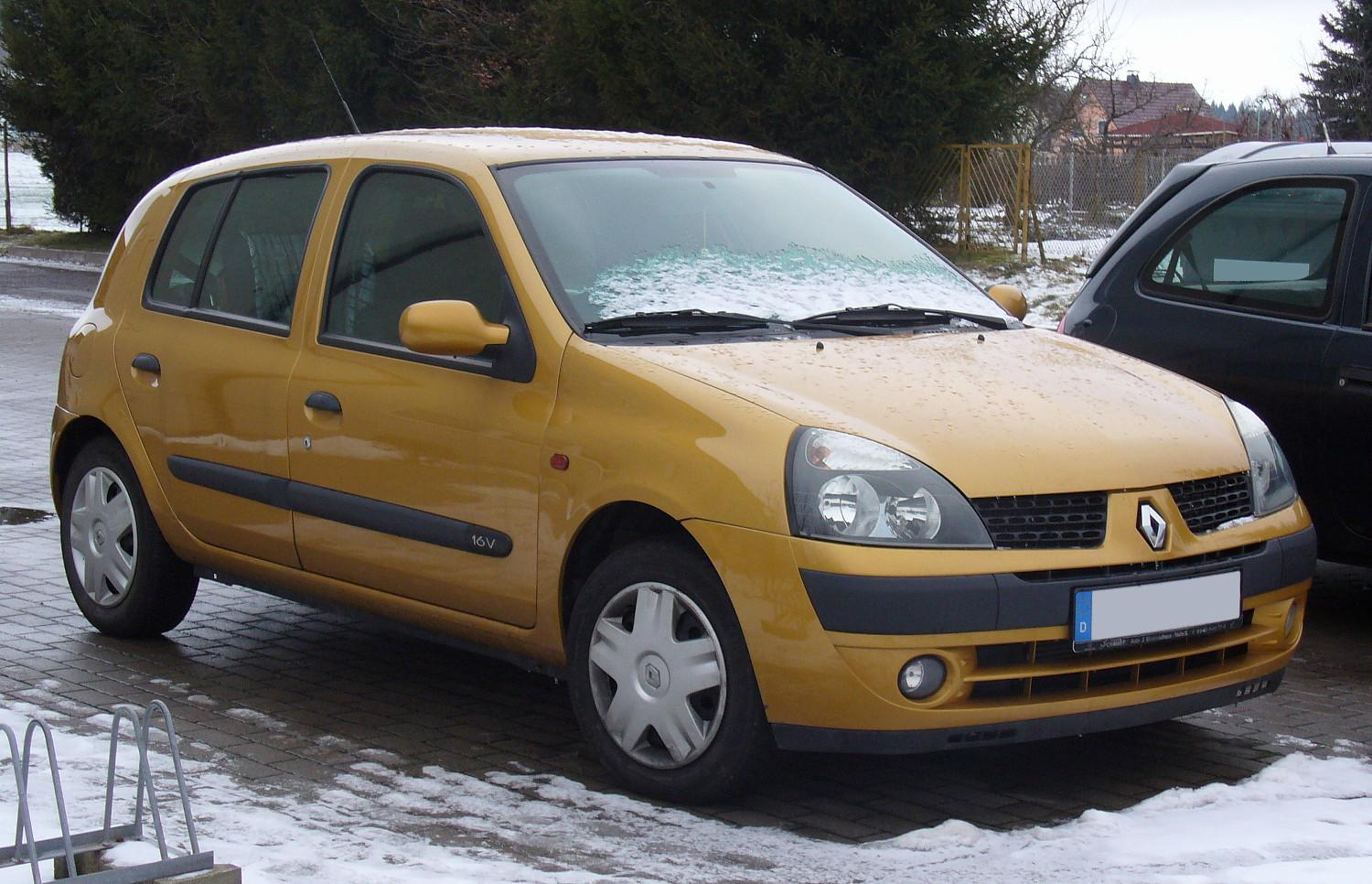
Phase 2.

D'importants changements sont effectués à l'intérieur de la voiture. Le tableau de bord est entièrement nouveau, et bénéficie d'améliorations en matière de qualité, grâce à l'utilisation de matériaux moussés et thermogainés, et à des assemblages plus soignés. Les niveaux d'équipement deviennent : « Authentique », « Expression », « Dynamique », « Privilège », et « Initiale » pour la version la plus luxueuse, auxquelles s'ajoutent des versions spéciales limitées ainsi que les versions sportives. Technologiquement, la « phase 2 » adopte une architecture électronique multiplexée permettant d'intégrer de nouveaux équipements tels que les phares et essuie-glace automatique, ou encore le régulateur de vitesse.

#### Phase 3

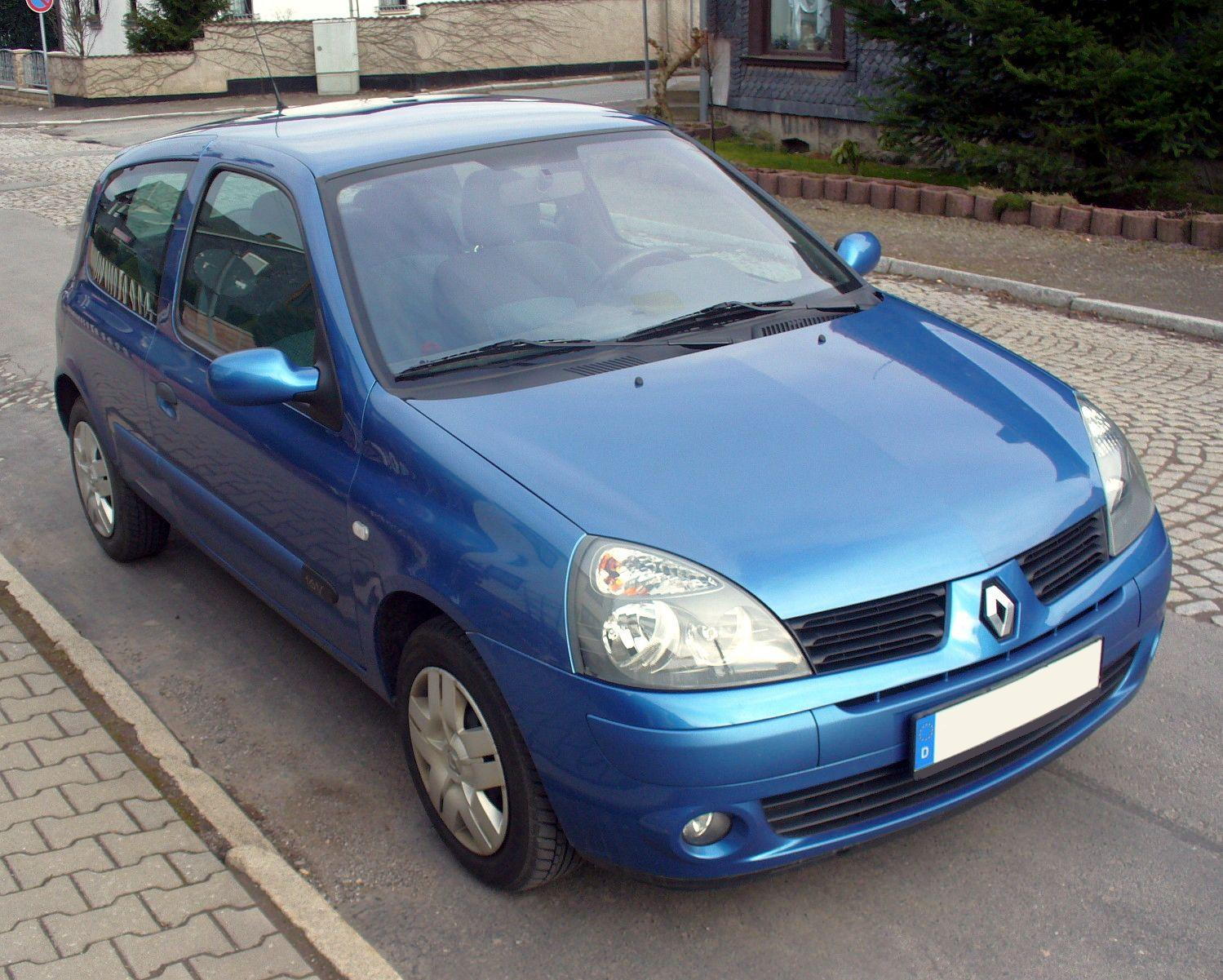
Phase 3.

Le 8 avril 2003, la phase 3 apporte quelques modifications légères : le bouclier avant, comportant une entrée d'air inférieure trapézoïdale, un écran digital remplace les aiguilles des indicateurs de température d'eau et niveau de carburant, les panneaux de portes arrière deviennent thermogainés, l'insonorisation est améliorée.
Renault investit 31,7 millions d'euros pour le lancement de cette Clio Génération 2004 : modifications techniques, nouveau moteur 1.5 dCi 100ch, nouvelle version RS…
La gamme est remaniée et calquée sur celle de la Mégane II. Les niveaux d'équipements deviennent : Pack, Confort, Confort Pack-Clim, Sport, Luxe et Initiale, auxquels se croisent 3 ambiances : Authentique, Dynamique et Privilège. Avec une gamme de 10 motorisations et 3 boîtes de vitesses, le client a le choix entre 97 versions possibles contre 45 auparavant. Un vrai casse-tête pour le client et même pour les commerciaux qui ne s'y retrouvent plus (certaines combinaisons ne sont pas possibles).
Le 1er septembre 2004, elle arrive la Clio Campus, d'abord en série limitée avant d'intégrer la gamme (il s'agit d'une Clio II version Campus, différente de la Clio Campus sortie en septembre 2005).
Le 20 décembre 2004, elle arrive la « Génération 2005 » avec une gamme simplifiée : Pack Authentique, Campus, Campus Clim, Extrême, Sport Dynamique et Luxe Privilège.
Le 16 septembre 2005 arrive la Clio III. La Clio II poursuit sa carrière avant de devenir la Clio Campus le 10 juillet 2006. En octobre 2005, elle est arrêtée la fabrication de la Clio II RS.

#### Phase 4

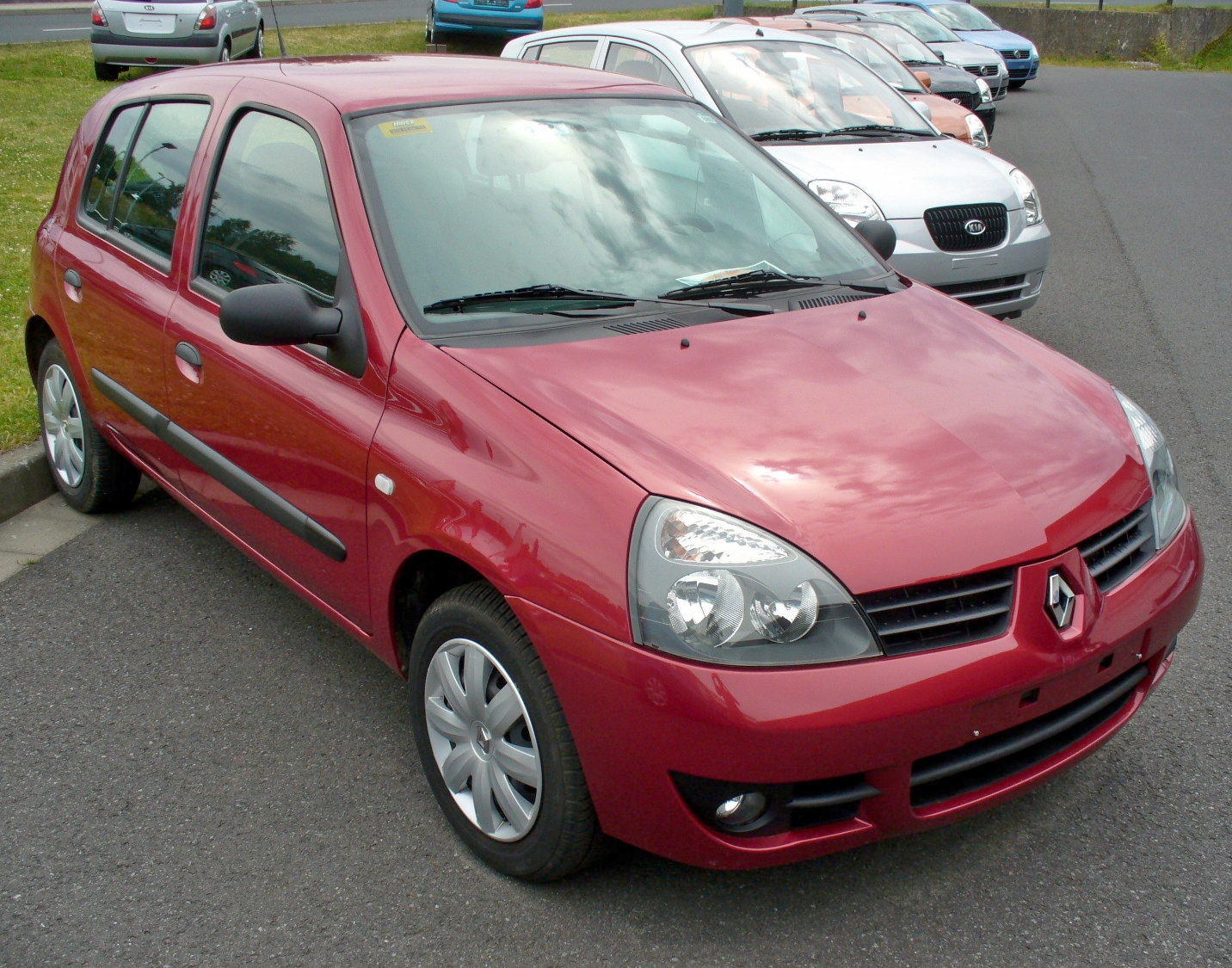
Phase 4.

Le 10 juillet 2006, la Clio II cohabite au sein de la gamme avec la Clio III, sous l'appellation « Renault Clio Campus » en Europe de l'Ouest : nouveau bouclier avant, nouveau hayon sans plaque d'immatriculation (désormais fixée sur le pare-chocs). La gamme est simplifiée en 3 et 5 portes. Les finitions et les motorisations disponibles varient suivant les années. Le nom peut varier selon les pays, le modèle est par exemple appelé Clio Storia en Italie ou Clio en Amérique latine.
La planche de bord redevient en plastique dur et certains détails de finition laissent à penser que des économies ont été faites. Certains équipements disparaissent du catalogue.
Elle est produite à l'usine slovène de Novo Mesto aux côtés de la Twingo II. De juin à octobre 2009, une partie de la production est rapatriée en France dans l'Usine Renault de Flins pour faire face à la saturation de l'usine slovène qui tourne à plein régime grâce au succès de la Twingo II. Annoncée par les médias comme un grand retour en France, la production est en fait temporaire avec un objectif d'environ 8 000 exemplaires et la production slovène continue en parallèle.
Elle est restylée au Brésil en 2011 et bénéficie d'une nouvelle face arrière avec le monogramme Clio positionné sous le logo.

#### Phase 5

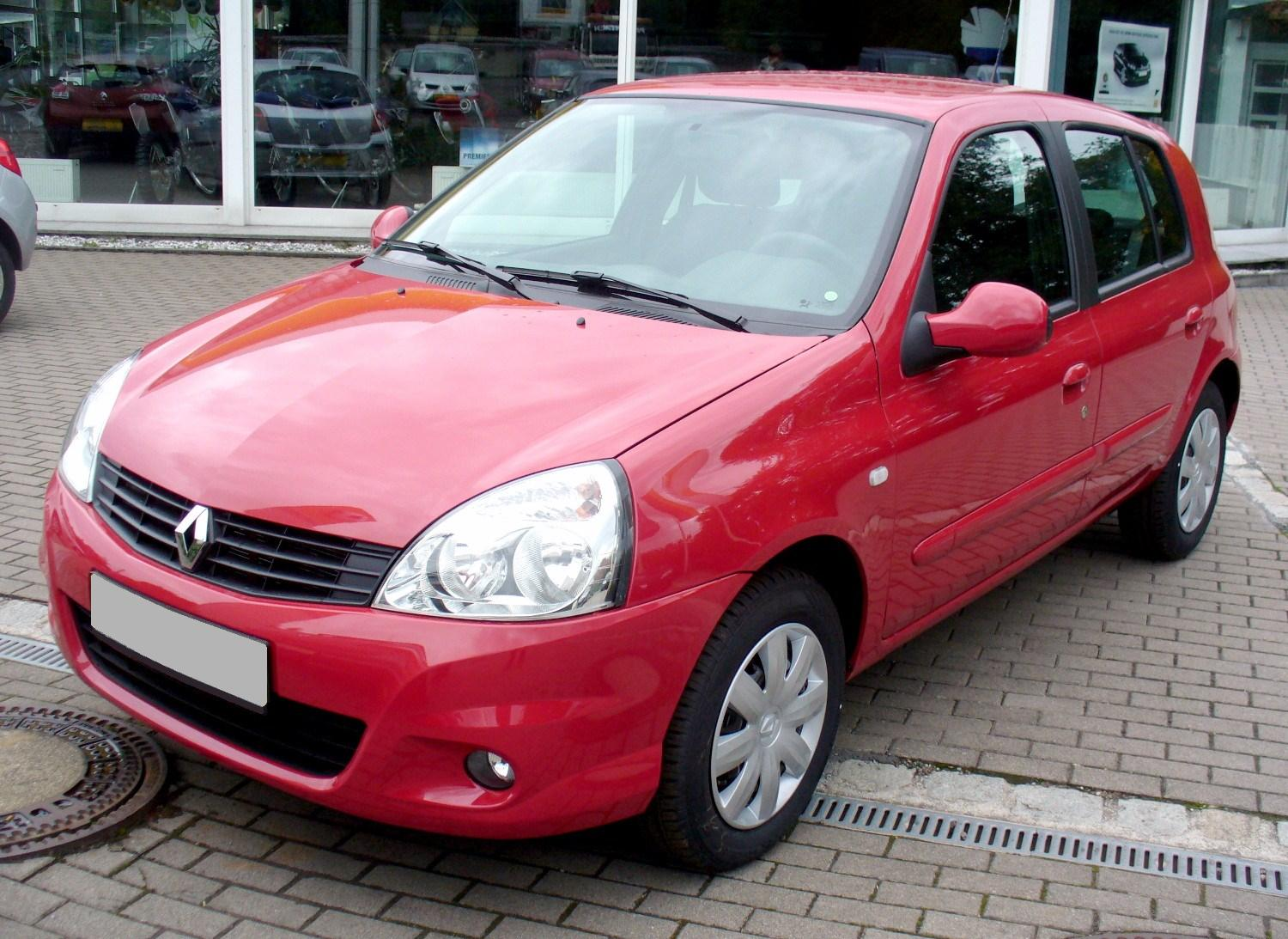
Phase 5.

La Clio Campus bénéficie d'un dernier restylage le 15 avril 2009 qui concerne la calandre (qui perd ses « narines » typiques du style Renault du début des années 2000), le bouclier avant et les rétroviseurs (plus grands, empruntés aux Twingo II phase 1 et Wind). Les moteurs restent les mêmes et les prix sont en baisse notable. Cette Clio Campus Évolution concurrence la Peugeot 206+ et elle existe en France en finition Authentique (qui deviendra Access le 21 décembre 2009), Dynamique, et Campus.com. Elle n'est pas disponible au Brésil. Elle est produite principalement à l'usine slovène de Novo Mesto aux côtés de la Twingo II, avec un retour à Flins pour la série spéciale Campus.com.
Le 16 septembre 2011, il ne restent au catalogue que les finitions Authentique ou .Com avec comme seul moteur le 1.2 16v 75ch Eco2 certifié Euro5 (norme antipollution).

#### Phase 6
La Clio II continue sa carrière sur certains marchés du Mercosur sous l'appellation Renault Clio Mio. Elle est également exportée vers le Maghreb en gardant l'appellation Clio Campus,. Elle bénéficie d'un restylage façon Clio IV et propose un moteur inédit en Europe. Sa carrière se poursuit jusqu'au 25 octobre 2016.

Phase 6 (Clio Mio)
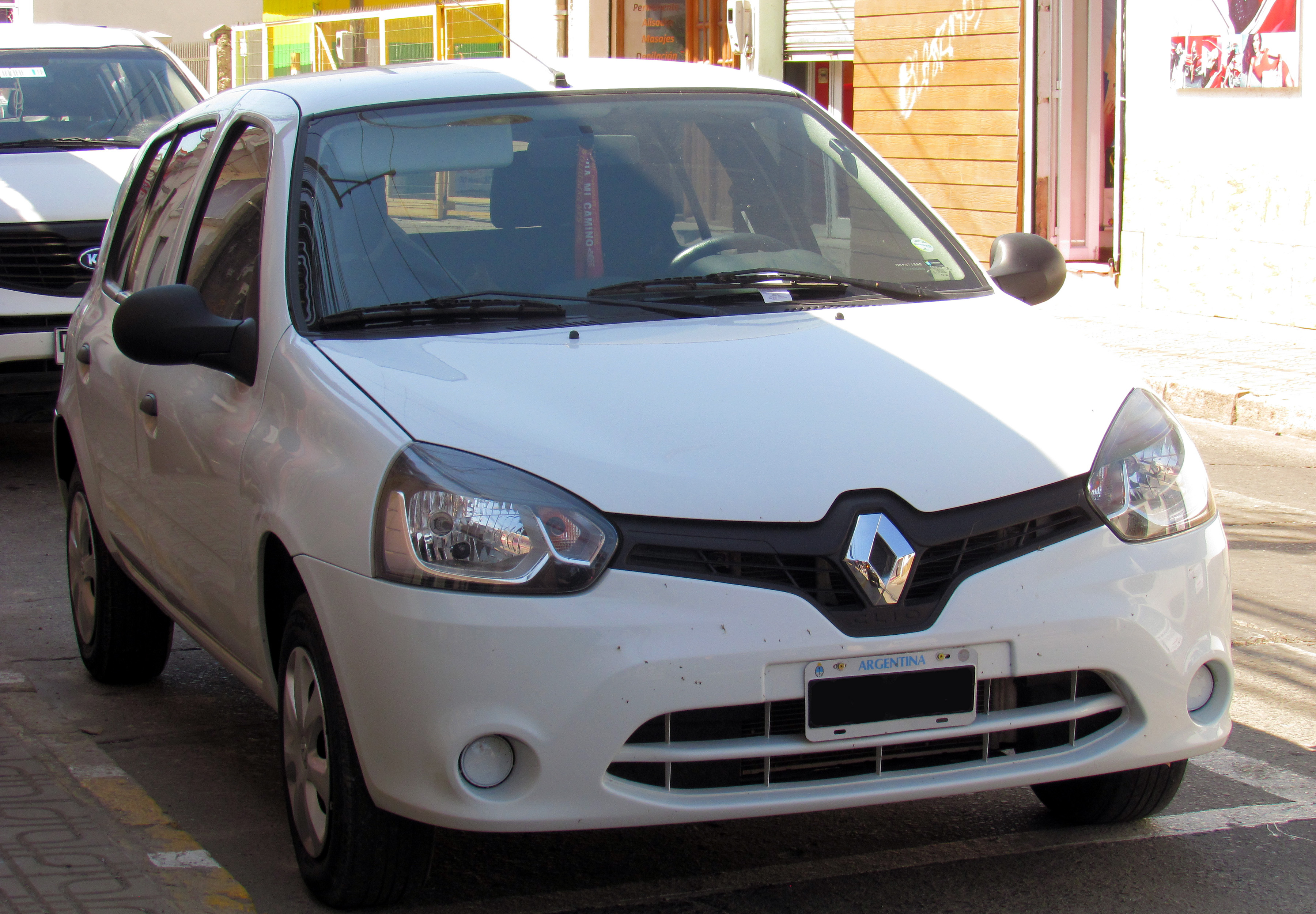
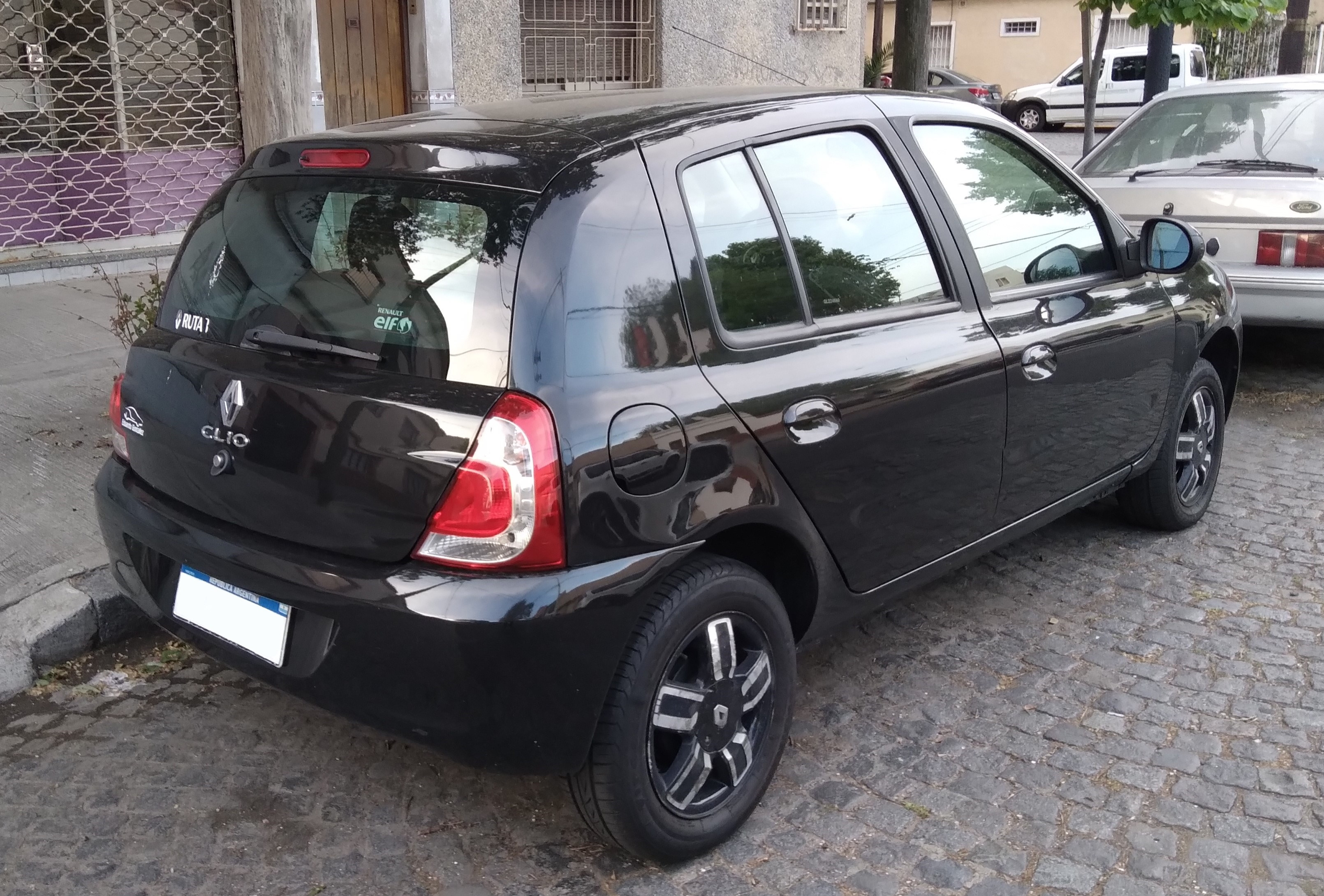
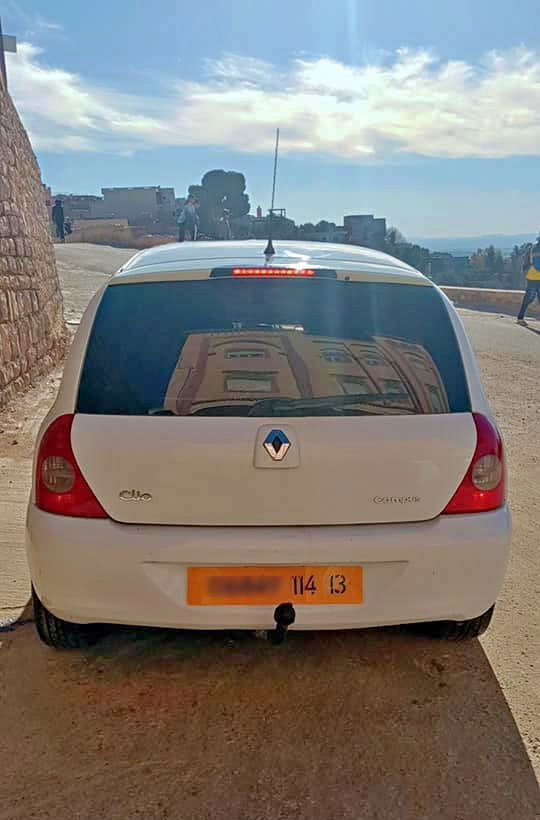
Clio Campus restylée (Algérie).

## Les différentes versions

### Finitions
- Base (entrée de gamme)
- RTA
- RTE (milieu de gamme)
- RXE (nouveau milieu de gamme courant 2000, après la suppression du niveau RTA)
- RXT (haut de gamme)
- Initiale (luxe)
- SI (essence et dti)
- Sport (1.6 16v) (Version sport avant l'arrivée de la RS)
- Renault Sport 2.0

### Les séries limitées

#### Tech Run
Un an après son lancement, en juillet 1999, la première série limitée de la Clio II est lancée sur la marché et limitée à 5 000 exemplaires. La « Tech Run » aborde un style plus sportif, en complétant la finition « SI » avec des jantes alliage et un autoradio, mais surtout en inaugurant le nouveau moteur 1.4 16v 95 ch, par la suite appliqué à d'autres modèles de la gamme.

#### Myriade
Lancée en même temps que la « Tech Run », cette série limitée propose un équipement complet, avec une radio-cassette et des vitres électriques sur la base de la finition « RTA ». Elle est disponible en versions 3 ou 5 portes, avec un choix de quatre motorisations, pour un total de 7 000 exemplaires.

#### MTV

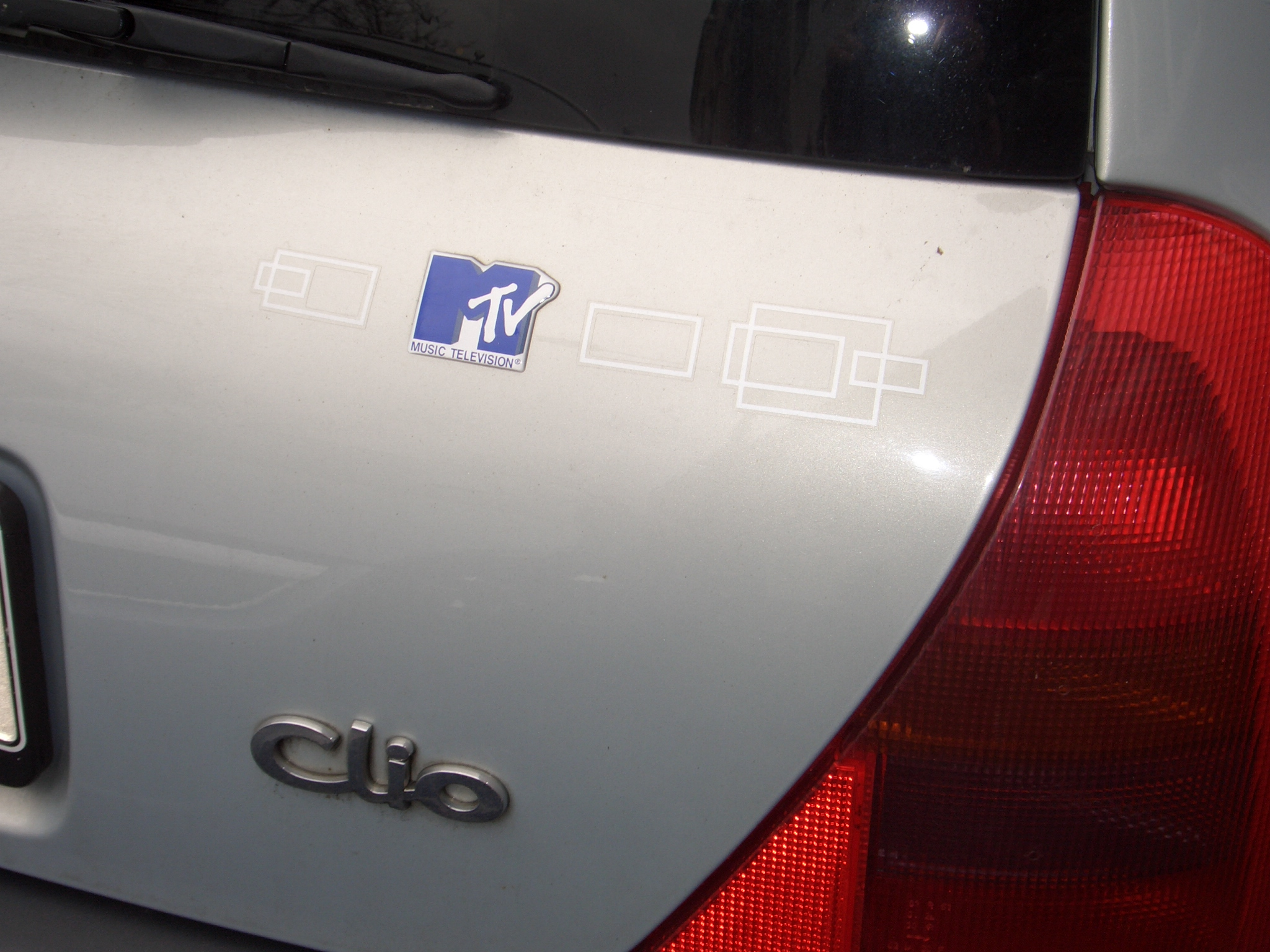
Détail de l'arrière d'une Clio II « MTV ».

En mars 2000, Renault lance la Clio II « MTV », une édition spéciale aux couleurs de la célèbre chaîne de musique américaine. Elle est équipée d'un système audio plus performant avec un lecteur CD 4 × 30 W de 8 haut-parleurs, d'une sellerie en tissu exclusif bleu « MTV » avec panneaux de portes assortis, d'une couleur spécifique sur la façade d'autoradio, de grilles de haut-parleurs et de platine de portes, de surtapis avant griffés « MTV » et de compteurs à fond blanc. En plus, elles est disponible dans une couleur exclusive, le Steppe (191).

#### Ludo
Sortie en novembre 2000, la Clio « Ludo » limitée à 14 000 exemplaires propose de compléter la finition « RTE » avec quelques éléments empruntés à la finition supérieure « RXE ». Elle dispose notamment de la couleur Noir (694) exclusive et d'un toit ouvrant électrique en verre avec rideau.

#### Extrême
Première série spéciale à porter ce nom, la version « Extrême » initiale, sortie en décembre 2000, ajoute quelques éléments supplémentaires à la finition « RXE ». En plus des logos « Extrême » sur les baguettes de portes, cette version ajoute le lecteur Radiosat 6000 CD avec commandes au volant, la climatisation avec filtre à particules, et le pare-brise réfléchissant.

#### Limited
Unique série limitée de la Clio II RS phase 1, la « Limited » sortie en janvier 2001 célèbre le premier anniversaire de la version sportive de la Clio. Elle est disponible en une seule couleur, le Vert Scarabée (296) unique à cette version.

#### Jean Ragnotti
Reprenant la base de la Clio RS, elle tire son nom du célèbre pilote automobile français Jean Ragnotti, et est sortie en juillet 2002. Cette version est plus légère de 80 kg et moins chère que la Clio RS de base. Elle est produite à 3 000 exemplaires, dont 300 pour la France, tandis qu'en Espagne elle est appelée « Clio RS 2.0 16v S », et « Clio 172 Cup » au Royaume-Uni. Elle est équipée d'une couleur unique à cette version, le Bleu Mondial, ainsi que des jantes 16 pouces « Turini » exclusives elles aussi. Elle est techniquement améliorée, les voies sont élargies de 20 mm à l'avant et de 10 mm à l'arrière, l'assiette est abaissée de 3 mm, et la direction comme les amortisseurs sont aussi modifiés. Les équipements intérieurs sont fortement réduits dans un esprit de réduction de la masse de la voiture. Ainsi, l'ABS, l'ESP, les airbags latéraux, la climatisations, l'essuie-vitre automatique, l'essuie-glace de lunette arrière, la roue de secours, les phares au xénon, les lave-phares et la ceinture de sécurité centrale arrière sont supprimés. Sont ajoutés des inserts de la couleur de la voiture sur le volant et le tableau de bord, ainsi qu'une signature de Jean Ragnotti à l'intérieur de la boîte à gants.

#### PlayStation 2
En octobre 2002, Renault lance la Clio II « PlayStation 2 », s'adressant à une clientèle plus jeune. Basée sur la finition « Expression », elle reprend sur son hayon le logo de la PlayStation 2, la console de Sony sortie deux ans plus tôt. Elle est disponible dans 12 couleurs, et possède un becquet arrière, des enjoliveurs 14 pouces « Ursa », un bouclier de la même couleur que la carrosserie, et des projecteurs antibrouillard. À l'intérieur, elle est équipée de sièges sport maille « Mossa », d'inserts en aluminium sur planche de bord, de cadrans cerclés en aluminium, d'un volant en cuir, de l'ordinateur de bord, d'une climatisation manuelle, et d'un meilleur équipement audio.

#### Billabong
Basée sur la finition « Expression », cette série signe un partenariat entre Renault et Billabong, entreprise australienne spécialisée dans l'équipement de surf. Elle peut être équipée de 6 coloris différents, donc l'exclusif Vert Citron (D99). Produite à 33 000 exemplaires dont 10 000 pour la France, elle est équipée de série d'un becquet arrière, de projecteurs antibrouillard, de rétroviseurs extérieurs couleur carrosserie, et de divers logos « Billabong » sur portes arrière.

#### PS2
Limitée à seulement 200 exemplaires, la Clio II RS « PS2 » lancée en juin 2003 prend la suite de la série « Jean Ragnotti », commercialisée un an plus tôt. Elle en reprend toutes les caractéristiques, les seules différences étant sa couleur Gris Iceberg et l'ajout d'une climatisation manuelle. Malgré son nom, elle n'a pas de lien avec la série limitée précédente, la Clio II « PlayStation 2 ».

#### Pack Clim
Commercialisée en octobre 2003, la « Pack Clim » est basée sur la finition « Expression », mais est dotée de la climatisation et d'un lecteur CD de série. Elle est disponible avec toutes les motorisations de la gamme, les moteurs 1.6 16v et 2.0 16v et la boîte automatique exclus.

#### Team
Après les séries « Jean Ragnotti » et « PS2 », Renault présente en septembre 2004 une troisième série limitée sur base de la Clio RS. La « Team » est lancée dans l'objectif de proposer une alternative moins chère à la « RS », grâce à la suppression de quelques équipements. Les phares au xénon, les lave-phares, la climatisation régulée, le système audio et la banquette arrière fractionnable sont retirés, au profit de logos « Renault Sport » sur les seuils de portes, la baguette de planche de bord, le hayon et les ailes avant.

#### Bye Bye
Après 14 ans de commercialisation, la Clio II tire sa révérence avec une série spéciale nommée « Bye Bye », disponible en France jusqu'à la fin de l'année 2012. Comme pour la Renault 4 et la Supercinq, cette série spéciale est un hommage à la fin de la carrière européenne de la Clio II, bien que contrairement à ces dernières, la mention « Bye Bye » ne soit pas visible sur la voiture. La série « Bye Bye » propose une unique motorisation, un moteur essence 1.2 16V de 75 ch, avec deux versions disponibles : une version 3 portes et une version 5 portes « Pack Clim » mieux équipée. À l'extérieur, elle adopte des coiffes de rétroviseurs et des enjoliveurs « Dark Metal » ainsi que des masques de feux noirs. La roue de secours devient une option, seul un kit de réparation est fourni en série.

## Caractéristiques

### Chaîne cinématique

#### Motorisations
Le moteur 1.0 n'a pas été commercialisé en Europe.
| Modèle et boîte                         | Construction      | Moteur                              | Cylindrée         | Performance                    | Couple                 | 0 à 100 km/h | Vitesse maximale | Consommation et émissions de CO2 |
| --------------------------------------- | ----------------- | ----------------------------------- | ----------------- | ------------------------------ | ---------------------- | ------------ | ---------------- | -------------------------------- |
| Renault Clio II 1.0 8v                  | 02/00 – 05/01     | 4 cylindres en ligne D7D            | 999 cm3 (1,0 L)   | 40 kW (54 ch)                  |                        |              |                  |                                  |
| Renault Clio II 1.0 8v                  | 09/99 – 12/06     | 4 cylindres en ligne D7D            | 999 cm3 (1,0 L)   | 43 kW (58 ch) à 5 500 tr/min   | 81 N m à 4 250 tr/min  | 18,2 s       | 144 km/h         | 6,3 L/100 km -                   |
| Renault Clio II 1.0 16v Hi-Flex         | 11/05 – 10/12     | 4 cylindres en ligne D4D            | 999 cm3 (1,0 L)   | 57 kW (77 ch) à 6 000 tr/min   | 100 N m à 4 250 tr/min | 14,1 s       | 167 km/h         | 6,7 L/100 km -                   |
| Renault Clio II 1.2 8v                  | 03/1998 - 2011    | 4 cylindres en ligne D7F 746        | 1 149 cm3 (1,2 L) | 44 kW (60 ch) à 5 250 tr/min   | 93 N m à 2 500 tr/min  | 15 s         | 160 km/h         | 6,2 L/100 km 143 g/km            |
| Renault Clio II 1.2 16v (boîte manu. 5) | 2001 - 2016       | 4 cylindres en ligne D4F            | 1 149 cm3 (1,2 L) | 55 kW (75 ch) à 5 500 tr/min   | 105 N m à 3 500 tr/min | 13 s         | 192 km/h         | 5,9 L/100 km 139 g/km            |
| Renault Clio II 1.2 16v (boîte auto. 5) | 09/2003 - 2016    | 4 cylindres en ligne D4F            | 1 149 cm3 (1,2 L) | 55 kW (75 ch) à 5 500 tr/min   | 105 N m à 3 500 tr/min | 13,3 s       | 168 km/h         | 5,8 L/100 km 135 g/km            |
| Renault Clio II 1.4 8v                  | 03/1998 - 09/2003 | 4 cylindres en ligne E7J - K7J      | 1 390 cm3 (1,4 L) | 55 kW (75 ch) à 5 500 tr/min   | 114 N m à 4 250 tr/min | 12,1 s       | 170 km/h         | 6,8 L/100 km -                   |
| Renault Clio II 1.4 16v (boîte manu. 5) | 03/1998 - 07/2006 | 4 cylindres en ligne K4J            | 1 390 cm3 (1,4 L) | 72 kW (98 ch) à 6 000 tr/min   | 127 N m à 3 750 tr/min | 10,5 s       | 186 km/h         | 6,5 L/100 km 160 g/km            |
| Renault Clio II 1.4 16v (boîte auto. 5) | 2000 - 07/2006    | 4 cylindres en ligne K4J            | 1 390 cm3 (1,4 L) | 72 kW (98 ch) à 6 000 tr/min   | 127 N m à 3 750 tr/min | 12,9 s       | 181 km/h         | 7,2 L/100 km 174 g/km            |
| Renault Clio II 1.6 8v (boîte manu. 5)  | 03/1998 - 07/2006 | 4 cylindres en ligne K7M            | 1 598 cm3 (1,6 L) | 66 kW (90 ch) à 5 250 tr/min   | 131 N m à 2 500 tr/min | 10,6 s       | 181 km/h         | 7,2 L/100 km 170 g/km            |
| Renault Clio II 1.6 8v (boîte auto. 5)  | 03/1998 - 07/2006 | 4 cylindres en ligne K7M            | 1 598 cm3 (1,6 L) | 66 kW (90 ch) à 5 250 tr/min   | 131 N m à 2 500 tr/min | 12,9 s       | 181 km/h         | 7,8 L/100 km 184 g/km            |
| Renault Clio II 1.6 16v (boîte manu. 5) | 03/1998 - 07/2006 | 4 cylindres en ligne K4M            | 1 598 cm3 (1,6 L) | 81 kW (110 ch) à 5 750 tr/min  | 148 N m à 3 750 tr/min | 9,6 s        | 195 km/h         | 7,2 L/100 km 165 g/km            |
| Renault Clio II 1.6 16v (boîte auto. 5) | 09/2003 - 07/2006 | 4 cylindres en ligne K4M            | 1 598 cm3 (1,6 L) | 81 kW (110 ch) à 5 750 tr/min  | 148 N m à 3 750 tr/min | 10,5 s       | 175 km/h         | 7,4 L/100 km 175 g/km            |
| Renault Clio II RS1 (boîte manu. 5)     |                   | 4 cylindres en ligne F4R-730 et 732 | 1 998 cm3 (2,0 L) | 127 kW (172 ch) à 6 250 tr/min | 204 N m à 5 400 tr/min | 6,9 s        | 216 km/h         |                                  |
| Renault Clio II RS2 (boîte manu. 5)     |                   | 4 cylindres en ligne F4R 736        | 1 998 cm3 (2,0 L) | 127 kW (172 ch) à 6 250 tr/min | 204 N m à 5 400 tr/min | 7,0 s        | 222 km/h         |                                  |
| Renault Clio II RS 2004 (boîte manu. 5) |                   | 4 cylindres en ligne F4R 738        | 1 998 cm3 (2,0 L) | 134 kW (182 ch) à 6 500 tr/min | 204 N m à 5 250 tr/min | 7,1 s        | 222 km/h         |                                  |

| Modèle et boîte             | Construction      | Moteur                   | Cylindrée         | Performance                   | Couple                 | 0 à 100 km/h | Vitesse maximale | Consommation et émissions de CO2 |
| --------------------------- | ----------------- | ------------------------ | ----------------- | ----------------------------- | ---------------------- | ------------ | ---------------- | -------------------------------- |
| Renault Clio II 1.5 dCi 55  |                   | 4 cylindres en ligne K9K | 1 461 cm3 (1,4 L) | 40 kW (54 ch) à 5 250 tr/min  | 130 N m à 2 000 tr/min | 16,4 s       | 155 km/h         | 4,4 L/100 km 117 g/km            |
| Renault Clio II 1.5 dCi 60  |                   | 4 cylindres en ligne K9K | 1 461 cm3 (1,4 L) | 44 kW (60 ch) à 5 250 tr/min  | 130 N m à 2 000 tr/min | 15,8 s       | 159 km/h         | 4,3 L/100 km 115 g/km            |
| Renault Clio II 1.5 dCi 65  | 04/2001- 06/2009  | 4 cylindres en ligne K9K | 1 461 cm3 (1,4 L) | 48 kW (65 ch) à 4 000 tr/min  | 160 N m à 2 000 tr/min | 15 s         | 162 km/h         | 4,3 L/100 km 115 g/km            |
| Renault Clio II 1.5 dCi 70  | 06/2009 - 2011    | 4 cylindres en ligne K9K | 1 461 cm3 (1,4 L) | 50 kW (68 ch) à 4 000 tr/min  | 200 N m à 2 000 tr/min | 15 s         | 163 km/h         | 4,3 L/100 km 115 g/km            |
| Renault Clio II 1.5 dCi 80  | 03/2002 - 12/2005 | 4 cylindres en ligne K9K | 1 461 cm3 (1,4 L) | 59 kW (80 ch) à 4 000 tr/min  | 185 N m à 2 000 tr/min | 12,2 s       | 175 km/h         | 4,2 L/100 km 110 g/km            |
| Renault Clio II 1.5 dCi 85  | 07/2005 - 2010    | 4 cylindres en ligne K9K | 1 461 cm3 (1,4 L) | 62 kW (84 ch) à 3 750 tr/min  | 200 N m à 1 750 tr/min | 11,2 s       | 176 km/h         | 4,3 L/100 km 111 g/km            |
| Renault Clio II 1.5 dCi 100 | 09/2003 - 07/2005 | 4 cylindres en ligne K9K | 1 461 cm3 (1,4 L) | 74 kW (100 ch) à 4 000 tr/min | 200 N m à 1 900 tr/min | 10,6 s       | 185 km/h         | 4,3 L/100 km 113 g/km            |
| Renault Clio II 1.9 D 55    | 03/1998 - 06/2001 | 4 cylindres en ligne F8Q | 1 870 cm3 (1,9 L) | 40 kW (55 ch) à 4 500 tr/min  | 125 N m à 2 250 tr/min | 17,6 s       | 153 km/h         | 5,4 L/100 km 160 g/km            |
| Renault Clio II 1.9 D 65    | 03/1998 - 06/2001 | 4 cylindres en ligne F8Q | 1 870 cm3 (1,9 L) | 48 kW (65 ch) à 4 500 tr/min  | 120 N m à 2 250 tr/min | 15,4 s       | 161 km/h         | 5,7 L/100 km 160 g/km            |
| Renault Clio II 1.9 dTi 80  | 03/1998 - 2002    | 4 cylindres en ligne F9Q | 1 870 cm3 (1,9 L) | 59 kW (80 ch) à 4 500 tr/min  | 160 N m à 2 000 tr/min | 12,8 s       | 174 km/h         | 4,2 à 5,2 L/100 km 113 g/km      |

### Châssis et carrosserie
Au cours de sa carrière, la deuxième génération de Clio dispose de nombreuses couleurs au catalogue, dont le code couleur se trouve sur la « plaque ovale » du pied central côté conducteur. Ce code est composé généralement de 5 caractères, le premier groupe d'une ou deux lettres indique la finition de la peinture (« O » pour opaque, « OV » pour opaque vernie, « NV » pour nacrée vernie, « MV » pour métallisée vernie et « TE » pour teinte à effet). Dans la majeure partie des cas, le premier symbole de la suite de trois caractère permet de définir la famille de couleur (« 1 » pour le beige et le marron, « 2 » pour le blanc, le jaune et l'orange, « 4 » pour le bleu et le violet, « 6 » pour le gris, « 7 » pour le rouge et le rose, « 8 » pour les teintes bi-ton, et « 9 » pour le vert).

#### Liste des teintes disponibles
| Code couleur | Nom de la teinte | Disponibilité                                                 |
| ------------ | ---------------- | ------------------------------------------------------------- |
| OV 369       | Blanc Glacier.   | II.2 (2001-2003) / II.3 (2003-2006) / II Campus.              |
| NV 676       | Noir Nacré.      | II.3 / II Campus.                                             |
| TE 267       | Noir Doré.       | II.3 RS (teinte exclusive) / II.3 RS Team (teinte exclusive). |
| OV 727       | Rouge Vif.       | II.2 (2002-2003) / II Campus (2006-2012).                     |
| NV 713       | Rouge Cerise.    | II.2 / II.3                                                   |
| OV 731       | Rouge Andalou.   | II.2 (2001-2002)                                              |
| TE B76       | Rouge de Feu.    | II.3 (jusqu'en 2005) / II Campus (jusqu'en 2008).             |
| TE NNJ       | Rouge Dyna.      | II Campus (à partir de 2010)                                  |
| TE D33       | Orange Malaga.   | II.3 Extreme 2004 (teinte exclusive).                         |
| TE D38       | Orange Sanguine. | II.3 RS (teinte exclusive) / II.3 RS Team (teinte exclusive). |
| TE D30       | Jaune Soleil.    |                                                               |
| TE J37       | Jaune Sirius.    | II.3 RS (teinte exclusive) / II.3 RS Team (teinte exclusive). |
| OV 460       | Bleu Roy.        | II.2 (2001-2003) / II.3 (2003-2006) / II Campus (2006-2009).  |
| TE D44       | Bleu Odyssée.    | II.3 (jusqu'en 2005).                                         |
| NV 432       | Bleu Méthyl.     | II.2 RS (teinte exclusive).                                   |
| TE D48       | Bleu Nautilus.   | II.3 (2003-2004).                                             |
| TE I45       | Bleu Ottoman.    | II.3 (2005-2006)                                              |
| TE F47       | Bleu Cyclade.    | II.3 / II Campus (jusqu'en 2009).                             |
| NV D43       | Bleu Mondial.    | Exclusive RS Ragnotti.                                        |
| O J45        | Bleu Dynamo.     | II.3 RS (teinte exclusive) / II.3 RS Team (teinte exclusive). |
| TE J41       | Bleu Artic.      | II.3 RS (teinte exclusive) / II.3 RS Team (teinte exclusive). |
| TE J47       | Bleu gris.       | II.3 (2005-2006) / II Campus (jusqu'en 2009).                 |
| TE RNA       | Bleu Extrême.    | II Campus (2006-2010).                                        |
| TE RPB       | Bleu Majorelle.  | II Campus (2011-2012).                                        |
| NV 903       | Vert Abysse.     | II.3                                                          |
| TE D92       | Vert Océan.      | II.3 (jusqu'en 2004).                                         |
| NV 926       | Vert Epicéa.     |                                                               |
| NV 901       | Vert Vertigo.    | Exclusive RS.                                                 |
| NV 191       | Vert Steppe.     | II.2 (2001-2003).                                             |
| TE D99       | Vert Citron.     | II.3                                                          |
| TE F94       | Vert Orion.      | II.3 RS (teinte exclusive) / II.3 RS Team (teinte exclusive). |
| MV 190       | Vert Amande.     | II Campus (jusqu'en 2009).                                    |
| TE B65       | Gris Agathe.     | II.3 (jusqu'en 2005).                                         |
| MV 632       | Gris Boréal.     | II.1 / II.3 (jusqu'en 2005).                                  |
| NV 603       | Gris Hologramme. |                                                               |
| TE D69       | Gris Platine.    | II.3 (à partir de 2005) / II Campus.                          |
| MV 640       | Gris Iceberg.    | Exclusive RS Phase 2.                                         |
| MV 647       | Gris Titane.     | Exclusive RS Phase 3.                                         |

### Jantes et enjoliveurs

#### Jantes alliages
- Montes d'origine
  - Taurus 14'' (exclusif Sport 1.6 16V)
  - Alium 15'' (exclusif Sport Dynamique)
  - Alium 16'' (exclusif RS)
  - Equation 15'' (exclusif Privilège)
  - Jade 15'' (exclusif Initiale Paris)
  - Picolo 14'' (exclusif société)
  - Gradient 15''
  - Synthèse 16'' (exclusif RS)
  - Turini 16'' (exclusif Ragnotti)
- Montes accessoires
  - Altair 14''
  - Far Away 15''
  - F1 Sport 15''

##### Enjoliveurs
- Montes d'origine
  - Pixis 14''
  - Ursa 14''
  - Cyclade 14''
  - Caroli 14'' (exclusif Extrême)
  - Pragma 14''
  - Pragma 15''
- Montes accessoires

## Renault Clio CUP

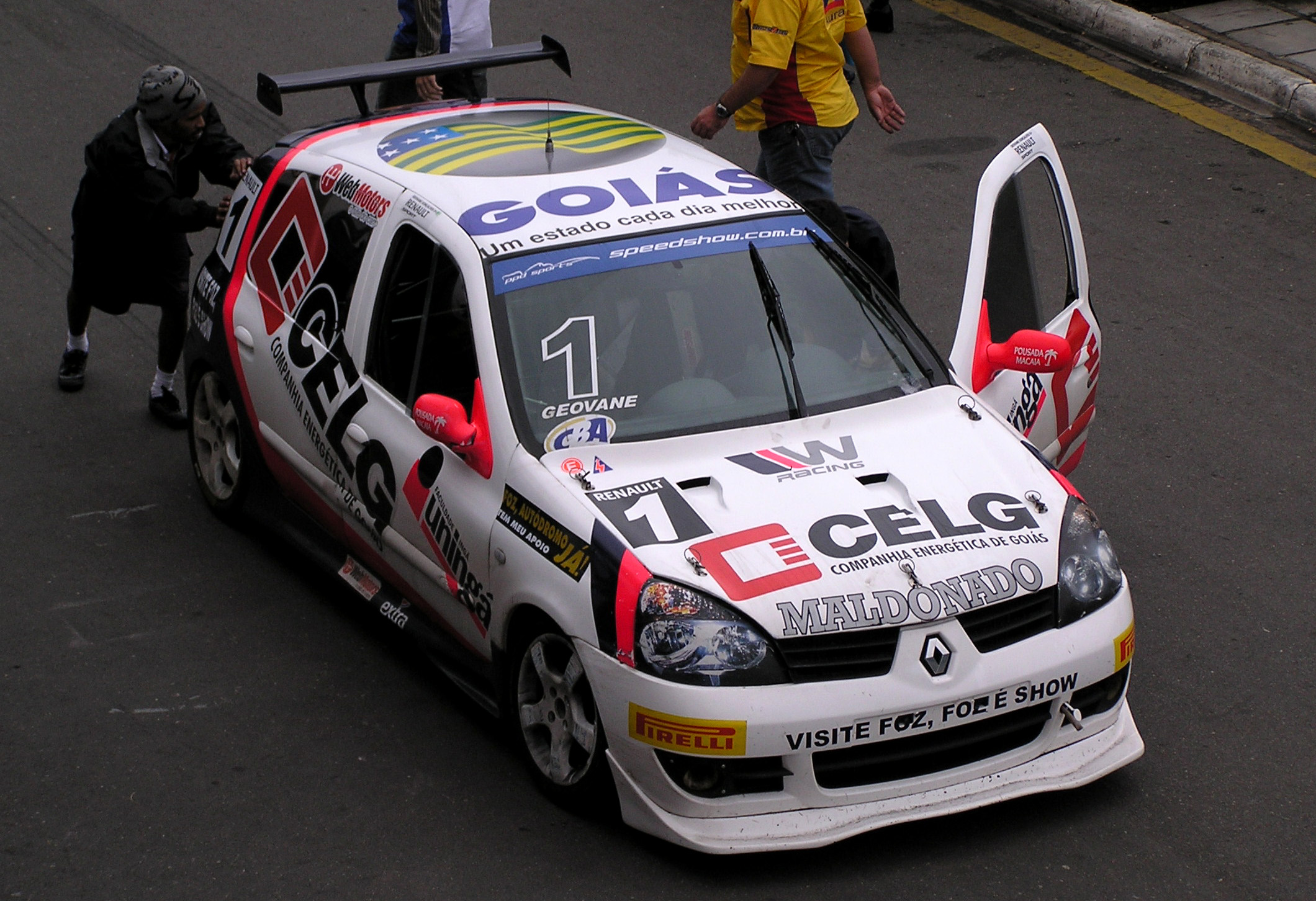

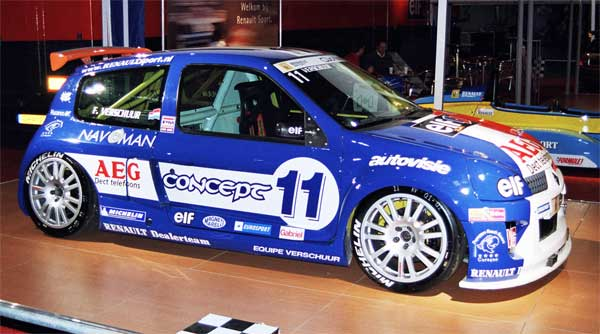

Destinée à la compétition, la Clio CUP est conçue par la branche Renault Sport.
- La caisse est celle de la Clio RS avec quelques modifications (emplacement roue de secours supprimé, fixation amortisseurs avant…)
- Le moteur est identique à celui de la Clio RS de série (« Moteur F » de type F4R)
- La boite de vitesses est une SADEV ST75 avec autobloquant
- Les trains roulants sont spécifiques, avec entre autres le réglage possible du carrossage

En 2004 : restylage pour ressembler à la voiture de série restylée également, et modification du boitier électronique de gestion moteur.

## Renault Clio Super 1600
Utilisée aussi bien par l’équipe officielle Clio Team que par des équipes privées à travers l’Europe (61 véhicules vendus jusqu'à février 2005), la Clio Super 1600 collectionne victoires et titres. Basée sur la Clio 1.6 16 V, la voiture bénéficie d’une transformation complète, la caisse Matter étant ainsi renforcée par 40 mètres de tube. La puissance du moteur est doublée par rapport à l’original pour être portée à 220 ch. La boîte de vitesses à 6 rapports est dotée d’une commande séquentielle et les liaisons au sol sont assurées par des amortisseurs de conception « maison ».

### Châssis
- Monocoque acier renforcée

### Moteur
- Type K4M de 1 598 cm3, 4 cylindres, 16 soupapes
- Alésage × course (mm) : 81 × 77,6
- Puissance maximale : 225 ch à 8 750 tr/min
- Couple maximal : 200 N m à 7 750 tr/min

Ce moteur a été développé par [SODEMO].

### Transmission
- Boîte de vitesses 6 rapports AV à crabots, commande séquentielle
- Différentiel autobloquant

### Trains et suspensions
- Avant : Type MacPherson avec ressorts et amortisseurs spécifiques
- Arrière : Roues indépendantes, combinés ressorts et amortisseurs spécifiques

### Freins
- Disques : Ventilés Ø 342 (asphalte) ou 285 mm (terre) à l’avant / Pleins Ø 263 à l’arrière
- Frein à main : hydraulique

### Rouage
- Jantes : monoblocs aluminium 17" (asphalte) ou 15" (terre)
- Pneumatiques : Michelin 17 × 63 × 17 (asphalte) ou 16 × 65 × 15 (terre)

### Dimensions, poids et capacités
- Empattement : 2 495 mm
- Largeur avant - arrière : 1 783 mm – 1 780 mm
- Réservoir carburant : 60 litres
- Poids : 1 000 kg